# Five Minutes with Arctic Monkeys
Singles de Arctic Monkeys
I Bet You Look Good on the Dancefloor
(2005)
Five Minutes with Arctic Monkeys est le premier single du groupe originaire de Sheffield de rock indé Arctic Monkeys. Sorti le 30 mai 2005, il y figure "Fake Tales of San Francisco", chanson déjà connue, et une nouvelle chanson et face B, "From the Ritz to the Rubble". Sorti sur le label Bang Bang Recordings, 3 000 exemplaires uniquement sont mis sur le marché, 1500 CD et 1500 vinyle. Cela fait aujourd'hui du single une pièce rare chez les collectionneurs et les fans du groupe. Les deux chansons apparaissent dans leur premier album Whatever People Say I Am, That's What I'm Not.

## Liste des pistes
| No | Titre                       | Durée |
| -- | --------------------------- | ----- |
| 1. | Fake Tales of San Francisco | 3:00  |
| 2. | From the Ritz to the Rubble | 3:11  |

## Personnel
Arctic Monkeys
- Alex Turner – Chant, guitare solo et rythmique
- Jamie Cook – Guitare solo et rythmique, chœur
- Nick O'Malley - Basse, chœur
- Matt Helders - Batterie, chœur